# Гітчита (Оклахома)
Гітчита (англ. Hitchita) — місто (англ. town) в США, в окрузі Макінтош штату Оклахома. Населення — 60 осіб (2020).

## Географія
Гітчита розташована за координатами 35°31′11″ пн. ш. 95°45′6″ зх. д. / 35.51972° пн. ш. 95.75167° зх. д. (35.519807, -95.751805).  За даними Бюро перепису населення США в 2010 році місто мало площу 0,30 км², уся площа — суходіл.

## Демографія
Згідно з переписом 2010 року, у місті мешкало 88 осіб у 34 домогосподарствах у складі 24 родин. Густота населення становила 293 особи/км².  Було 55 помешкань (183/км²).
Расовий склад населення:
| - 71,6 % — білих - 28,4 % — корінних американців |

До двох чи більше рас належало 0,0 %. Частка іспаномовних становила 1,1 % від усіх жителів.
За віковим діапазоном населення розподілялося таким чином: 23,9 % — особи молодші 18 років, 63,6 % — особи у віці 18—64 років, 12,5 % — особи у віці 65 років та старші. Медіана віку мешканця становила 43,0 року. На 100 осіб жіночої статі у місті припадало 114,6 чоловіків;  на 100 жінок у віці від 18 років та старших — 116,1 чоловіків також старших 18 років.
За межею бідності перебувало 18,7 % осіб, у тому числі 43,5 % дітей у віці до 18 років та 14,3 % осіб у віці 65 років та старших.
Цивільне працевлаштоване населення становило 46 осіб. Основні галузі зайнятості: будівництво — 41,3 %, роздрібна торгівля — 15,2 %, освіта, охорона здоров'я та соціальна допомога — 15,2 %.